# Asteroids@home
Asteroids@home(アステロイド・アット・ホーム  A@H )は、太陽系の小惑星の測光データから形状や回転を調査し、その結果を査読付き学術誌に発表、及び DAMIT データベースで公開することを目的とするプロジェクト。データの計算にBOINCを使用している。

## 概要
このプロジェクトは、チェコのプラハ・カレル大学天文学研究所で運用されているプロジェクトで、大規模な全天調査や民間天文学者から得られる膨大な量の測光データを使って、ボランティア分散コンピューティングによって光度曲線の逆変換を行い、太陽系内に数多く存在する小惑星の形状と回転を導き出すことであるとされている。また DAMIT データベースにて小惑星のデータを閲覧することができる。

## 研究の動機
このプロジェクトでは数多くの小惑星が研究の対象であるが、次のような理由でこの研究が行われているとされている。
- 存在が確認されている小惑星の数に対して、物理的特性（形状、回転、周期）がわかっている小惑星の数が少ないこと。
- 小惑星群の大部分の物理的特性を知ることで、太陽系全体の起源と進化を理解するために必要であること。
- 小型の小惑星の熱放射はヤルコフスキー効果により軌道を大きく変える可能性があり、これにより小惑星が地球に衝突する確率を予測するために物体の自転（およびある程度の形状）を知り、熱放射が軌道にどのような影響を与えるかを研究することが重要な問題であること。

## 動作環境
2024年8月現在、Asteroids@home プロジェクトのワークユニットを処理するためには、
- CPU：x86/x64系プロセッサ、Apple Mシリーズプロセッサ、ARM系プロセッサ
- GPU：Nvidia製プロセッサ・ATI/AMD製プロセッサ（ともにx64系プロセッサ・Windows・Linuxのみ）

が必要である。
対応OSは、Windows XP以降・Linux・FreeBSD（x86/x64CPUのみ）・Mac OS 11 64-bit 以降・Android。